# 錫尼邁埃

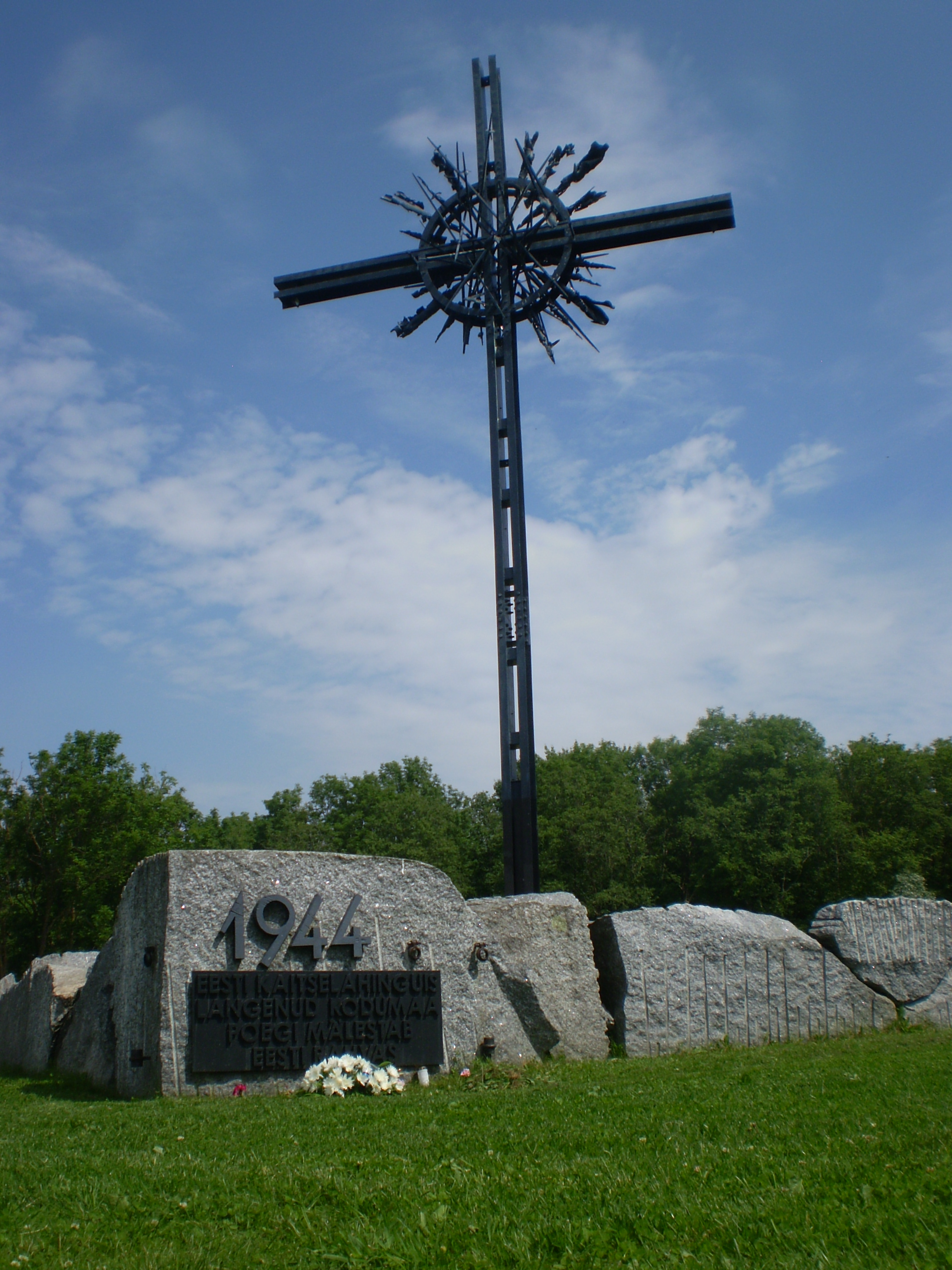
当地的一个战争纪念碑

錫尼邁埃，是愛沙尼亞東維魯縣纳尔瓦约埃苏市镇内的小鎮，位於該國東北部，2011年該城鎮人口319，31%人口是愛沙尼亞人。
2017年爱沙尼亚行政改革之前錫尼邁埃是原瓦伊瓦拉鄉的行政中心。